# Himerometra robustipinna
Comatule rouge
Espèce
Himerometra robustipinna, communément appelé la Comatule rouge, est une espèce de crinoïdes de la famille des Himerometridae.

## Description et caractéristiques
Himerometra robustipinna est une comatule de grande taille, portant généralement entre 33 et 62 bras, mesurant généralement une vingtaine de centimètres de long chacun, pour un diamètre général pouvant dépasser 35 cm. Sa couleur est généralement rouge ou bordeaux, avec un rachis souvent clair et bien visible, et la pointe des pinnules parfois jaune. Il existerait aussi en Australie une forme alternative noire et blanche. Les cirrhes sont généralement annelés.
Au niveau squelettique, ses pinnules proximales sont robustes et élargies et s'affinent rapidement ou graduellement vers la pointe. On compte 20 à 42 segments brachiaux, presque tous sont plus larges que longs, avec une terminaison distale peu modifiée ou gonflée, mais jamais garnie d'épines. Les bords distaux des segments brachiaux proximaux sont lisses ou légèrement protubérants.

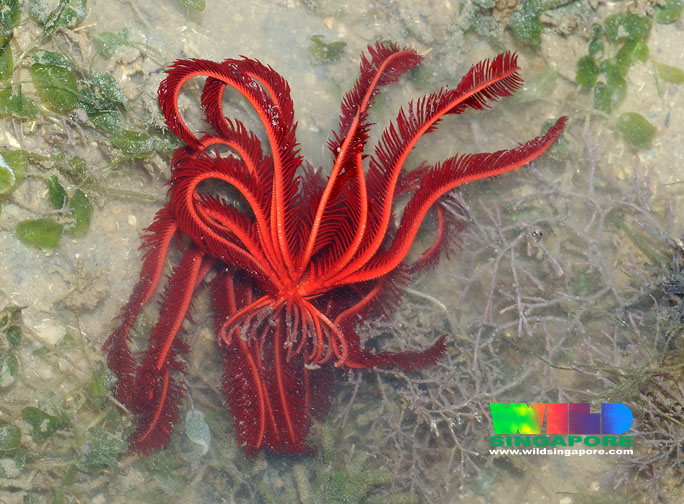
Spécimen rouge vif à Singapour.
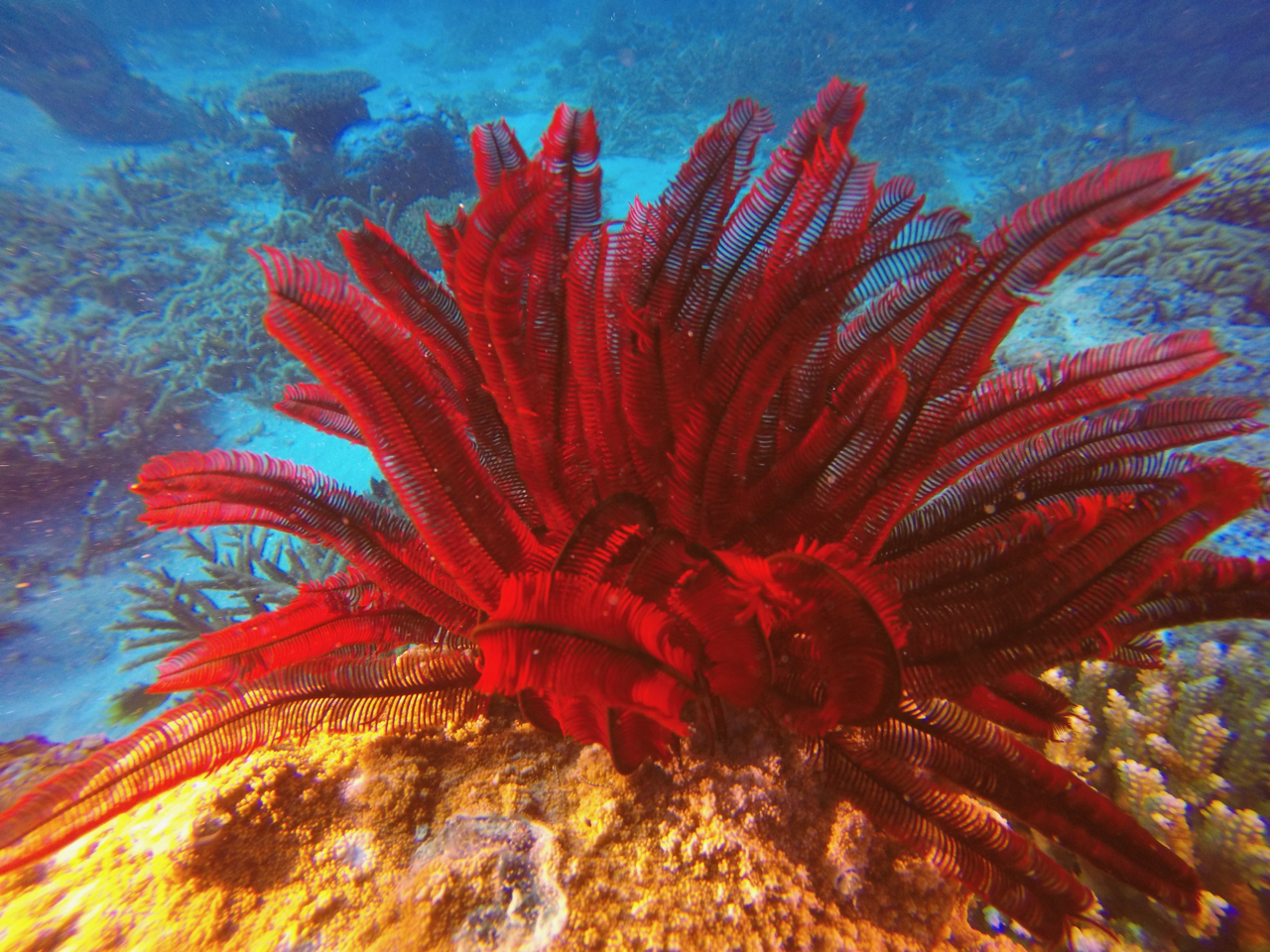
En Australie.
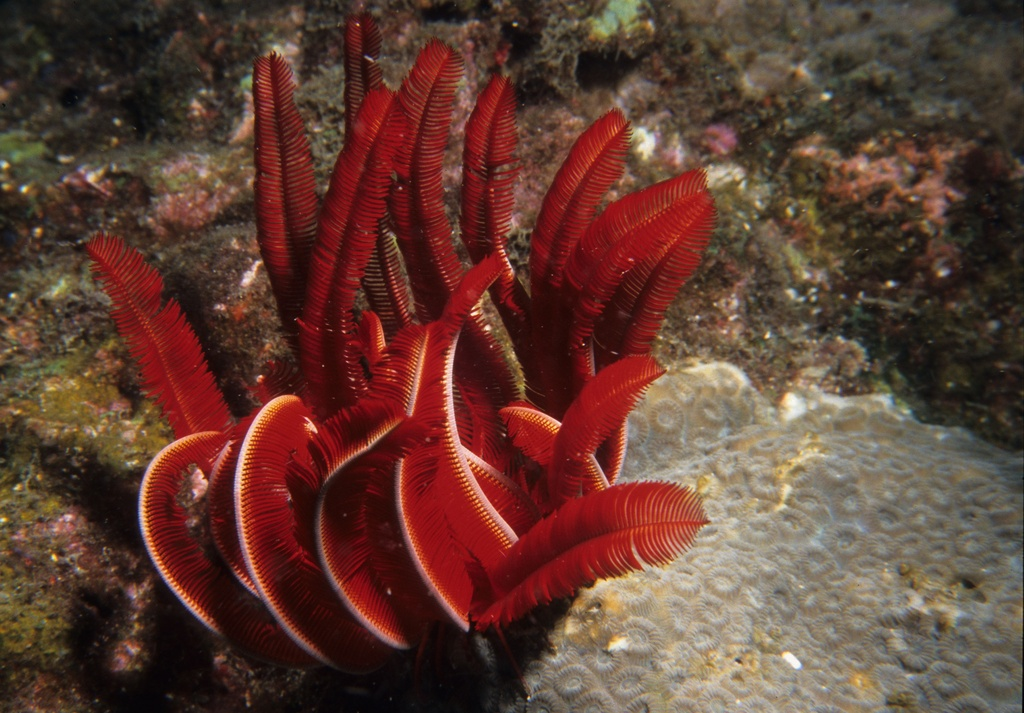
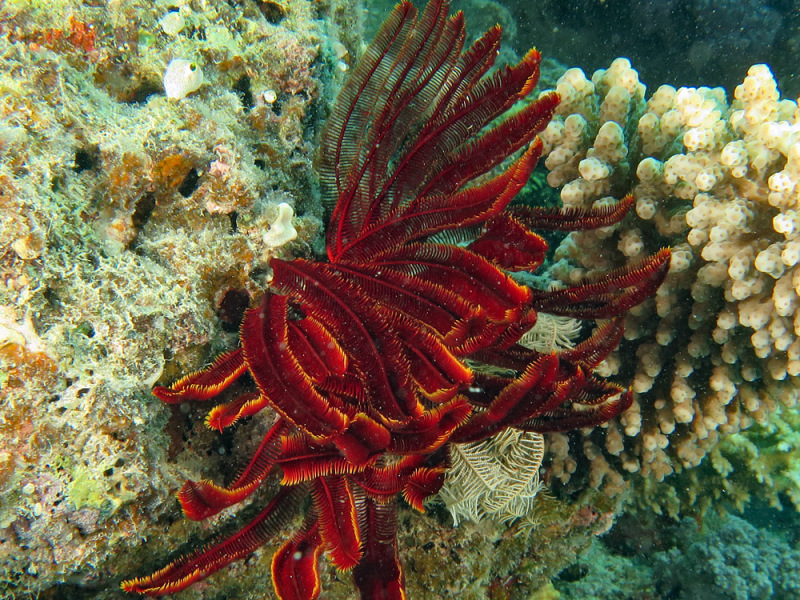
Le bout des pinnules est parfois jaune.
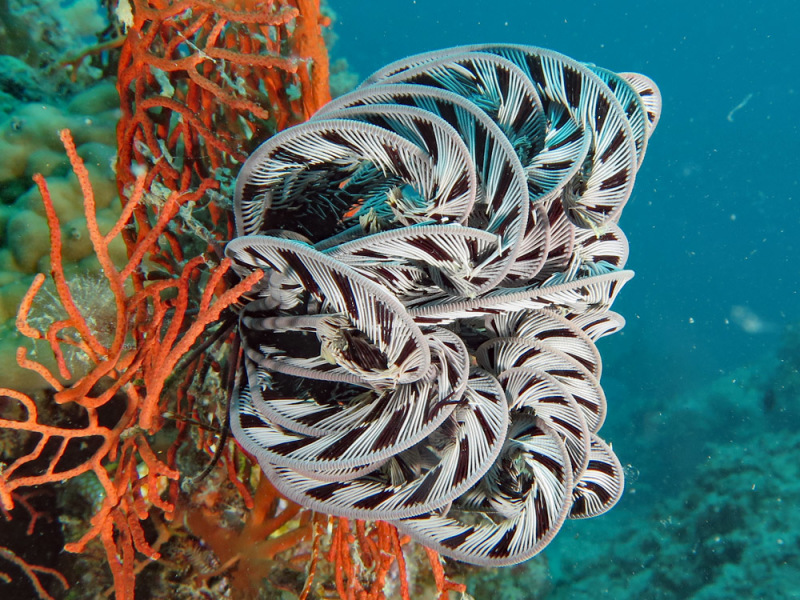
Forme alternative noire et blanche.

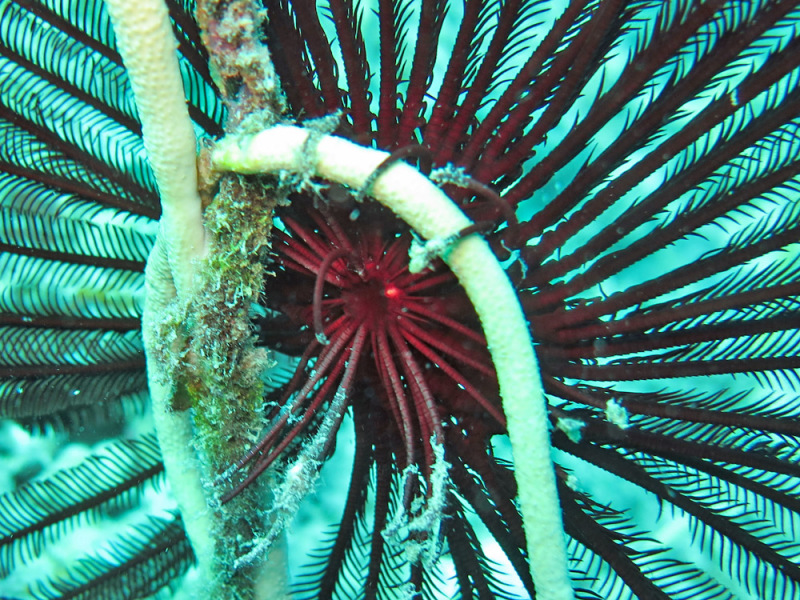
Cirrhes
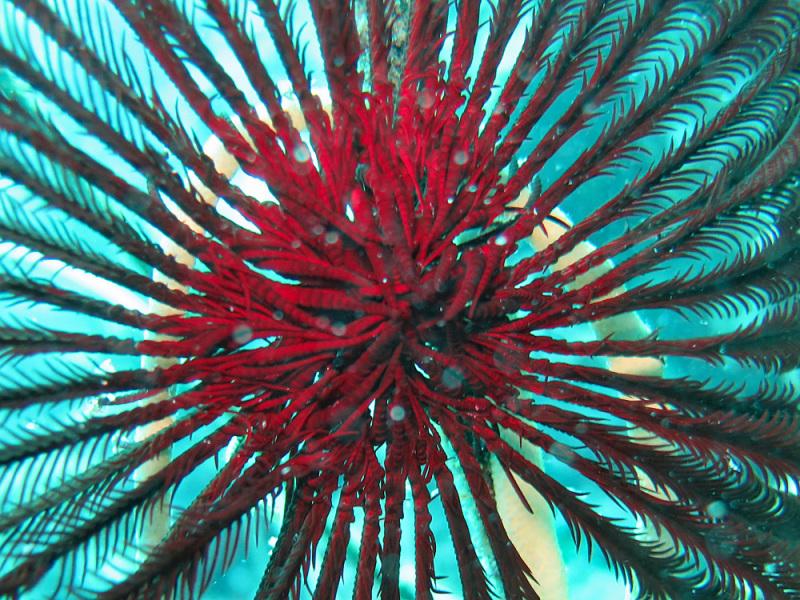
Pinnules proximales

Cette espèce possède également en Australie une forme alternative (anciennement appelée Himerometra magnipinna), noire aux bras blancs striés de noir ; elle est plus grêle et souvent perchée sur des gorgones, à la manière ces Colobometridae. 

## Habitat et répartition
On trouve cette comatule dans la région océanienne (Indonésie, Philippines, Mer de Chine jusqu'au sud du Japon, Australie du Nord et de l'Est…), à l'ouest jusqu'aux Maldives et à l'est jusqu'en Nouvelle-Calédonie et Polynésie.
Elle habite les récifs de corail, entre la surface et 57 m de profondeur, souvent peu profonds. Elle vit souvent assez exposée.